# Bernat de Gualbes
Bernat de Gualbes (Barcelona, ? - Barcelona 1422). Doctor en dret civil i canònic. Fill de Bernat de Gualbes de Terrades.

## Biografia
Va estudiar dret civil i canònic a la Universitat de Bolonya.
El 1396 fou l'advocat fiscal del procés que havia de jutjar dels càrrecs de corrupció i malversació diferents cortesans del rei difunt Joan I. El 1397 era nomenat assessor del governador del Rosselló i la Cerdanya. Aquell mateix any també fou assessor del batlle general de Catalunya sobre com s'havia de recuperar el patrimoni reial alienat durant els anteriors regnats.
Fou conseller segon de Barcelona entre 1404 i 1405. El 1408-1409 en va ser conseller en cap.
Va dur a terme diverses missions sobre el Cisma d'Occident per a Martí l'Humà i Benet XIII d'Avinyó, entre elles la d'anar al Concili de Pisa del 1409 juntament amb Domènec Ram.
Durant l'interregne de 1410-1412, després de la mort del rei Martí, fou la cara pública de l'antiurgellisme al parlament català. Per tant, quan fou nomenat compromissari a Casp el 1412, va votar perquè Ferran de Trastàmara fos el nou rei de la Corona d'Aragó, amb la qual cosa era l'únic i imprescindible membre de la terna catalana que votà per ell.
Un cop Ferran ja era el rei, es va apressar a nomenar Gualbes vice-canceller de la Cancelleria Reial aquell mateix any. Amb aquest càrrec fou el responsable de jutjar el comte Jaume II d'Urgell després que aquest es rebel·lés contra el nou monarca.
Posteriorment, el 1415, ocupà el càrrec de Mestre del Racional.